# Байдак (судно)

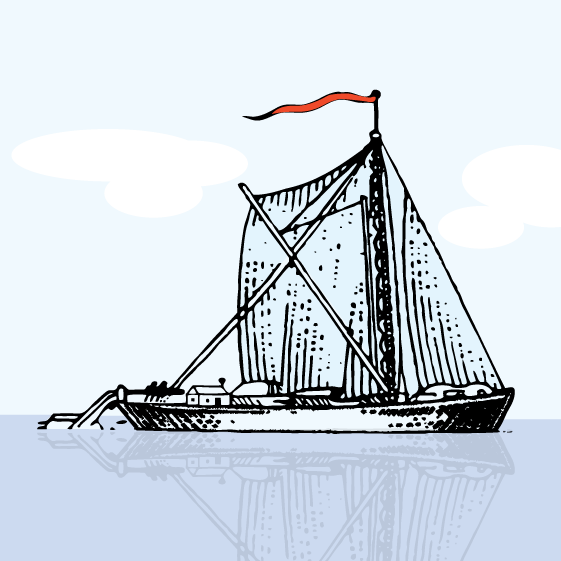
Байдак

Байда́к — річкове плоскодонне однощоглове дерев'яне судно завдовжки 15—20 м, завширшки 3—4 м, заввишки близько 5 м, осадкою 1—1,5 м, вантажопідйомністю до 200 т, зі звуженими кінцями і стерном. У XVII—XIX століттях байдаками користувались для перевезення вантажів по Дніпру, Дону, Сіверському Дінцю[джерело?]. Байдаки ходили на веслах, кодолі або під вітрилом.  У XVI—XVIII століттях запорозькі козаки використовували байдаки також як легкі військові судна для виходу в море.